# Variscos
Los Variscos (en alemán: Varisker, en latín Varisci, Narisci) fueron un pueblo germánico que habitó en la Provincia Variscorum, que se cree coincidente con la región de Vogtland en Sajonia.
Los historiadores antiguos han citado de distintas formas el nombre de este pueblo: Tácito, en su Germania (capítulo 42) los menciona tanto como Naristes como por las variantes Narisci y Varistae. Tácito ubica el país de los variscos a lo largo del Danubio, entre los de los Hermunduros, los Marcomanos y los Cuados. Claudio Ptolomeo (libro 2, capítulo 10) indica que los Ouaristoi vivían al sur de las montañas de la cadena de los Sudetes y al oeste del «Bosque de Gabreta». 